# Хертсборо (Алабама)
Хертсборо (енгл. Hurtsboro) град је у америчкој савезној држави Алабама. По попису становништва из 2010. у њему је живело 553 становника.

## Демографија
Према попису становништва из 2010. у граду је живело 553 становника, што је 39 (6,6%) становника мање него 2000. године.
| Група             | 2000.       | 2010.       |
| Белци             | 174 (29,4%) | 161 (29,1%) |
| Афроамериканци    | 416 (70,3%) | 385 (69,6%) |
| Азијати           | 0 (0,0%)    | 0 (0,0%)    |
| Хиспаноамериканци | 1 (0,2%)    | 12 (2,2%)   |
| Укупно            | 592         | 553         |